# Agustí Macià
Agustí Macià (probablemente i Ferrer) ( Lloret de Mar, 1807-Lloret de Mar, 1878 ) fue un carpintero de ribera nativo del municipio de Lloret de Mar (España).
Conocido como Es Vaiapare, entre los años 1817 y 1826 su nombre es relacionado como constructor de barcos en Lloret de Mar, aunque es probable que algunas de estas construcciones fueran de su padre, ya que se llamaba igual. De hecho, la destrucción de los registros parroquiales en 1936 no permite identificar con seguridad su segundo apellido, muy probablemente Ferrer. Fue director y propietario de uno de los principales astilleros de Lloret de Mar desde 1834 hasta 1869, junto con los de Bonaventura Ribas y Sebastià Pujol, que se especializó en la construcción de polacras y bergantines . Entre las que se creen sus obras, destacan el bergantín Segundo Romano (1869) o el alargamiento del casco de la polacra Bella Dolores (1876).